# Christia vespertilionis
Đậu cánh dơi   hay còn gọi là Lương thảo dơi, Kiết thảo dơi, Ngải bướm (danh pháp khoa học: Christia vespertilionis) là một loài thực vật có hoa trong họ Đậu. Loài cây này được miêu tả khoa học đầu tiên bởi (L.f.) Bakh.f.

## Mô tả
Đậu cánh dơi là cây thân thảo đứng, cao 0,5 – 2 m. Lá đặc sắc do một lá chét 4 – 8 lần rộng hơn cao, hình bươm bướm bay, màu xanh đậm hay tía. Cụm hoa chùm mọc đứng ở ngọn; dài 4,5 – 6 mm, sau to đến 8 –11 mm; cánh hoa màu tím. Quả xoắn, có 2 – 8 đốt, mỗi đốt chứa 1 hạt. Hoa có màu trắng nhỏ, mọc ở đầu chồi.

## Phân bố
Đậu cánh dơi là loài cây liên nhiệt đới, mọc hoang ở rừng thưa vùng đồi Núi Cấm, núi Ngang huyện Tịnh Biên, tỉnh An Giang.
Phân bố ở vùng nhiệt đới châu Á: Campuchia, Trung Quốc, Indonesia, Thái Lan, Việt Nam.

## Hình ảnh

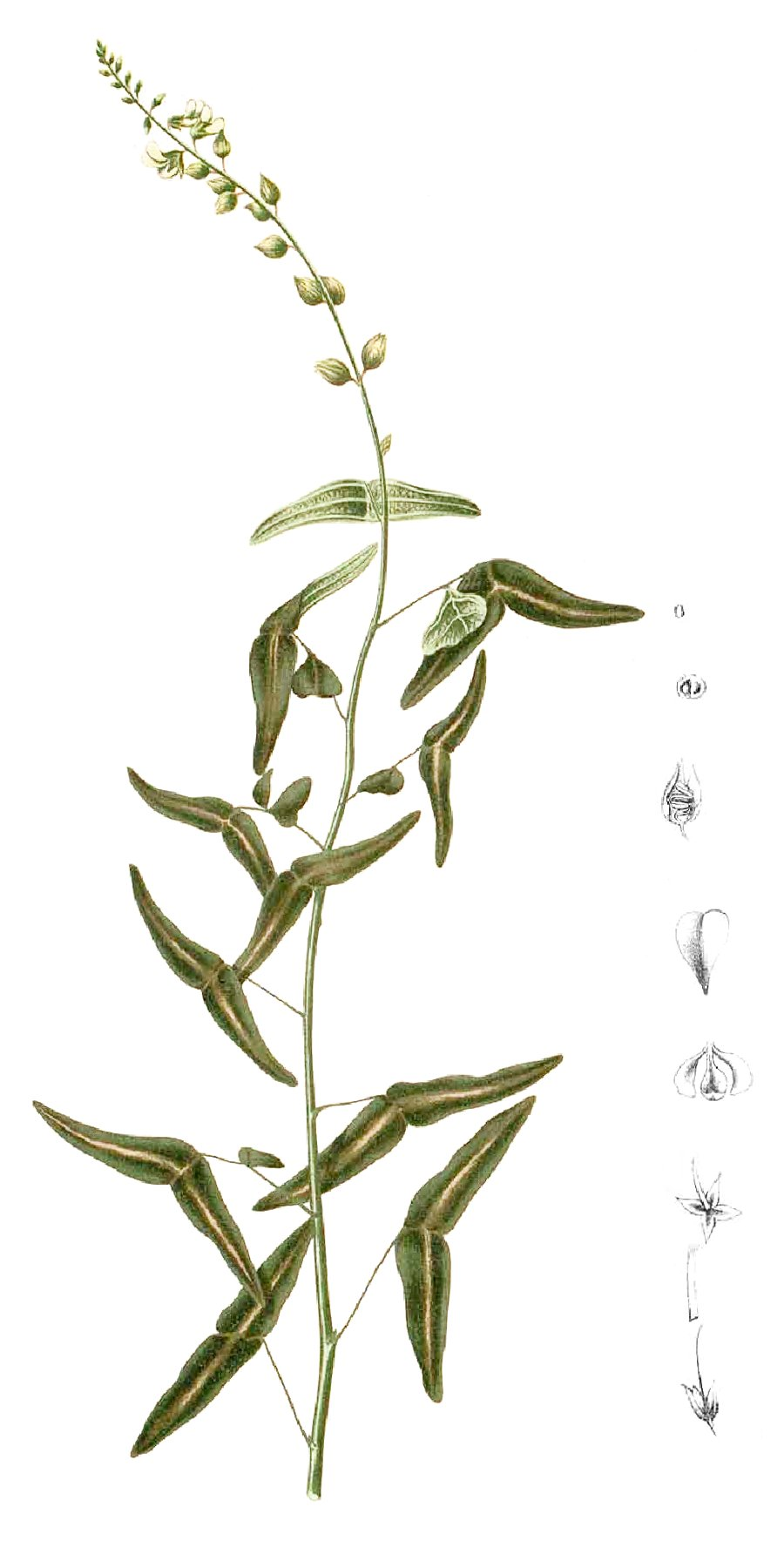
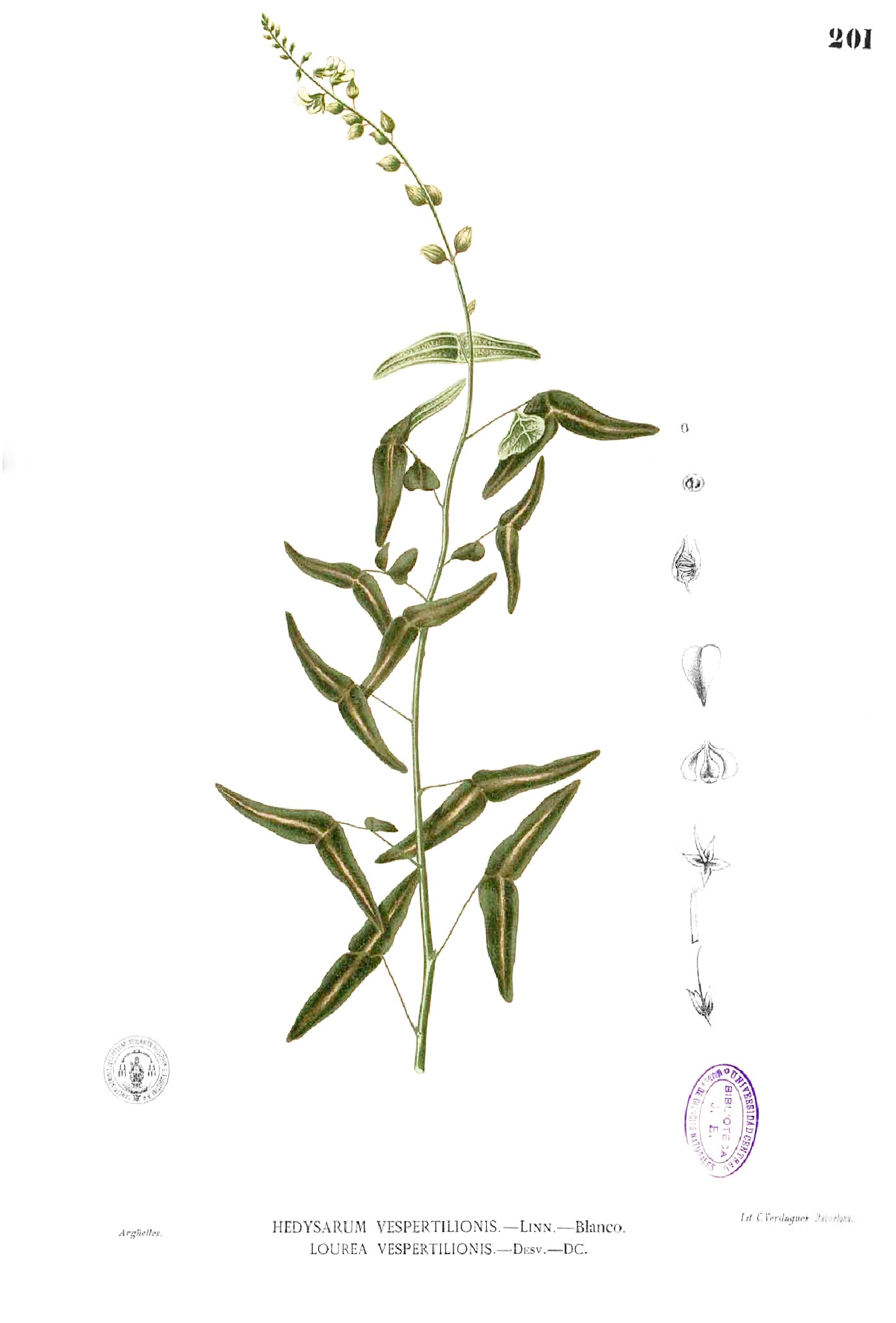
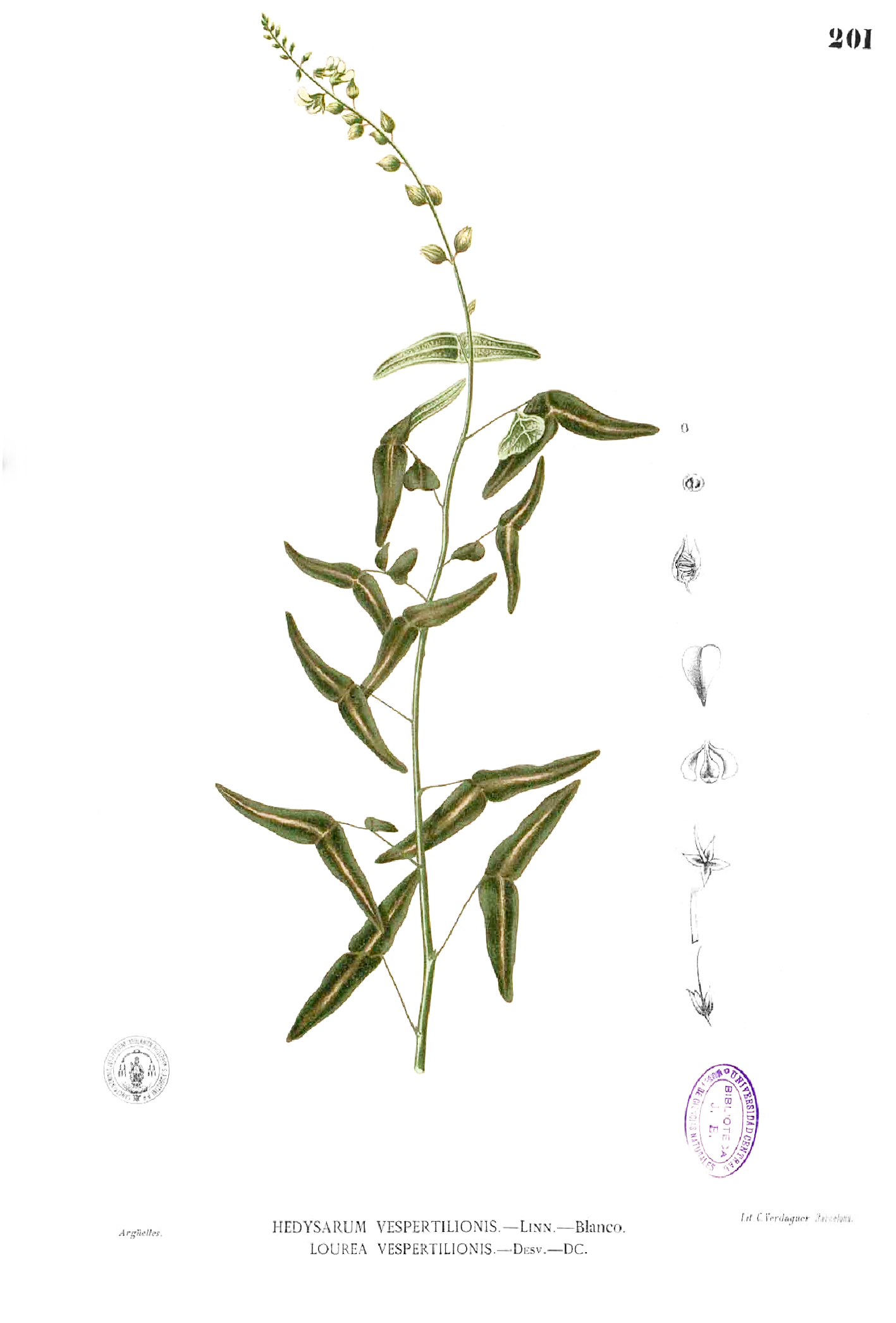
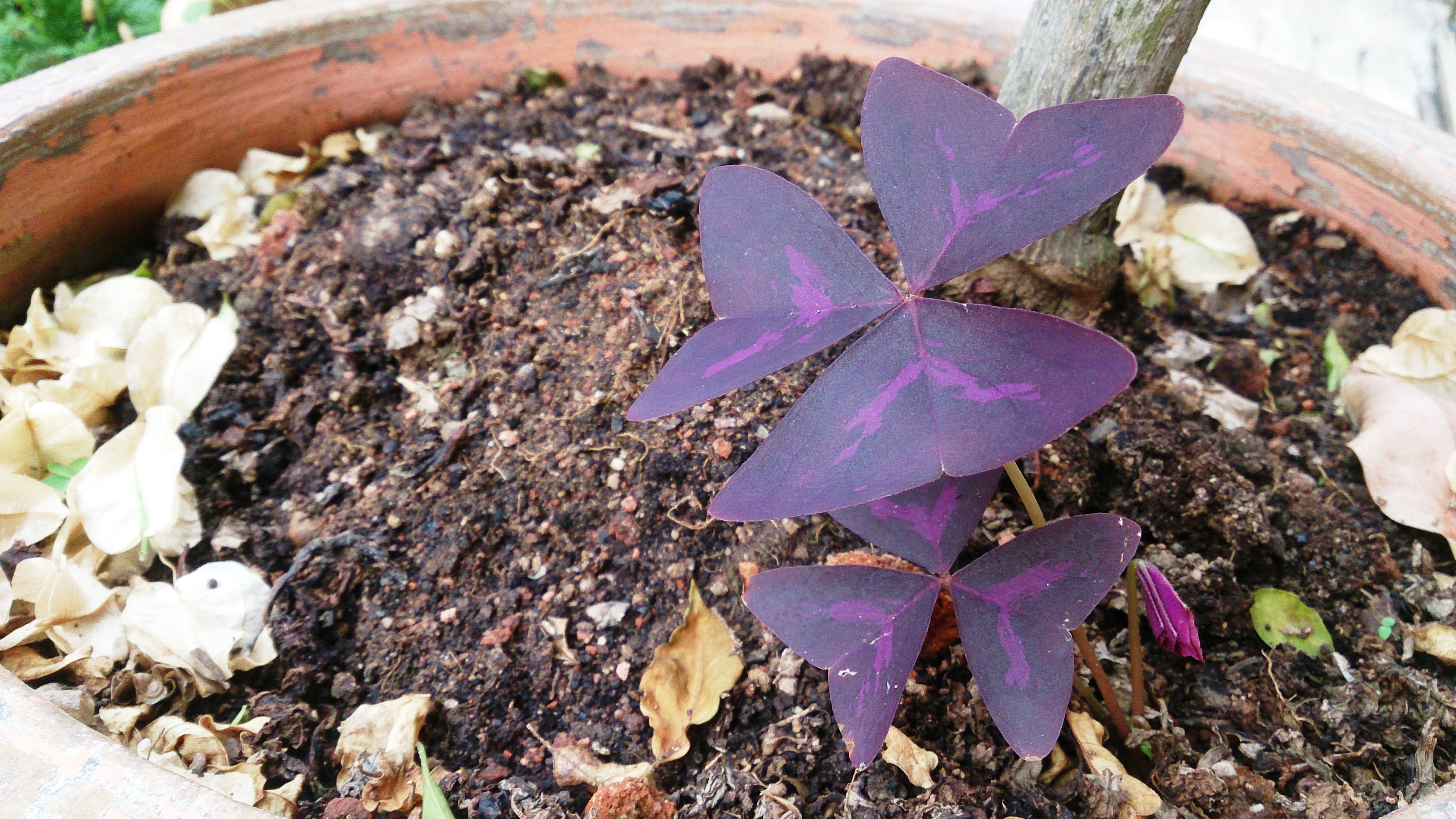